# ساسوفو
شهر ساسوفو (به روسی: Сасово) در کشور روسیه و در اوبلاست ریازان واقع شده‌است.